# مسجد النور (حي المأمون)
هو من المساجد الحديثة التي بنيت في مدينة الموصل، في العراق، وتحديدا في حي المأمون. وقد بني على أرض تقدر مساحتها بـ (400) متر مربع، وكان بناؤه عموديا على شكل أدوار أو طوابق، ولا يشبه المساجد القديمة في تصميمه، إذ ليس فيه قبة ولا مئذنة، بل يتكون من ثلاثة أدوار كأنه عمارة شاهقة. وكان بناؤه في الثامن والعشرين من شعبان عام 1425 هجرية، الموافق (12-10-2004) ميلادية.